# Fokofpolisiekar
Fokofpolisiekar (Фо́кофпули́сикар — африкаанс «Отвали, патруль!», также известна как Die Bende «Группа» или Polisiekar «Полицейская машина») — южноафриканская рок-группа, исполняющая музыку в стиле панк-рок. Основана в 2003 году в городке Бельвиль, недалеко от Кейптауна.
Группа была основана белыми музыкантами-африканерами в 2003 году.
Название коллектива и выбор языка африкаанс для панк-песен группы вначале были задуманы, как вызов консервативному африканерскому обществу. До этого африкаанс почти не использовался для исполнения альтернативного рока. Музыканты продолжают петь исключительно на африкаанс, поднимая в своих песнях серьёзные, зачастую очень чувствительные вопросы, актуальные для современной ЮАР (расизм, преступность и т. д.).
Группа популярна не только в ЮАР. Фокофпулисикар активно гастролируют в США, Великобритании, Нидерландах и Бельгии.

## Дискография
- As Jy Met Vuur Speel Sal Jy Brand (мини-альбом, 2003) (Если играешь с огнём, сгоришь)
- Lugsteuring (2004) (Статика)
- Monoloog in Stereo (мини-альбом, 2005) (Монолог в стерео)
- Brand Suid-Afrika (сингл, 2006) (Гори, Южная Африка)
- Swanesang (2006) (Лебединая песня)
- Antibiotika (мини-альбом, 2008) (Антибиотики)
- Selfmedikasie (2017)